# Выборы в Сенат США в Оклахоме (2022)
Выборы в Сенат США в Оклахоме состоялись 8 ноября 2022 года. Победитель представит штат в верхней палате Конгресса США. Действующий сенатор-республиканец Джеймс Лэнкфорд впервые был избран в 2014 году с 68% голосов, сменив ушедшего в отставку Тома Коберна. Лэнкфорд переизбрался в 2016 году, набрав 68% голосов.
Внутрипартийные выборы состоялись 28 июня 2022 года. Два кандидата от Демократической партии Мэдисон Хорн и Джейсон Боллинджер не набрали 50% голосов, в связи с этим второй тур выборов состоялся 23 августа. По результатам всеобщих выборов Лэнкфорд был переизбран на второй срок.

## Праймериз Республиканской партии
16 марта 2021 года Джексон Ламейер объявил о запуске кампании за место в Сенате. Несмотря на то, что действующий сенатор Джеймс Лэнкфорд официально не объявлял о выдвижении, ожидалось, что он будет баллотироваться на переизбрание. 6 апреля Лэнкфорд официально объявил, что будет добиваться переизбрания в интервью Tulsa World. В августе The Oklahoman сообщила, что Джоан Фарр выдвинула свою кандидатуру на должность сенатора США от Оклахомы и Канзаса. 28 сентября Натан Дам объявил о начале кампании в Сенат. В ноябре The Tulsa World сообщила, что Джессика Джин Гаррисон, дочь бывшего сенатора штата Эрла Гаррисона, также намерена принять участие в республиканских праймериз.
28 февраля 2022 года Натан Дам объявил, что переключил свою кампанию на дополнительные выборы.

### Кандидаты

#### Номинант
- Джеймс Лэнкфорд — действующий сенатор США от штата Оклахома (с 2015 года)[4]

#### Участники праймериз
- Джексон Ламейер — пастор церкви Шеридан, бывший координатор Евангелистской ассоциации Билли Грэма[англ.] в Оклахоме, бывший директор крестового похода «Христос для всех народов»[3]
- Джоан Фарр — кандидат в Сенат США (2014, 2020)[7]

#### Снявшиеся с выборов
- Джессика Джин Гаррисон — писатель, диетолог, дочь бывшего сенатора штата Эрла Гаррисона[англ.] (баллотируется на должность сенатора США 2-го класса)[5]
- Натан Дам[англ.] — сенатор Оклахомы[англ.] (с 2013 года) (баллотируется на должность сенатора США 2-го класса)[6]

### Дебаты
Ассоциация работников нефтяной и газовой промышленности Оклахомы намерена провести дебаты на первичных выборах республиканцев. Приглашения были направлены кандидатам Джексону Ламейеру и Джеймсу Лэнкфорду.
| 1 | Н/Д | Ассоциация работников нефтяной и газовой промышленности Оклахомы | Н/Д |  | Н | П | П |

### Опросы
| Источник опроса      | Период проведения            | Размер выборки | Уровень погрешности | Натан Дам | Джоан Фарр | Джессика Джин Гаррисон | Джексон Ламейер | Джеймс Лэнкфорд | Другие | НИ  |
| -------------------- | ---------------------------- | -------------- | ------------------- | --------- | ---------- | ---------------------- | --------------- | --------------- | ------ | --- |
| Amber Integrated (R) | 6–9 июня 2022                | 400 (ПИ)       | ±4,9%               | —         | 4%         | —                      | 12%             | 68%             | –      | 15% |
| SoonerPoll           | 25 апреля – 11 мая 2022      | 306 (ПИ)       | ±5,6%               | –         | 2%         | –                      | 8%              | 74%             | –      | 16% |
| Amber Integrated (R) | 24–27 марта 2022             | 455 (ПИ)       | ±4,6%               | –         | 0%         | 3%                     | 10%             | 63%             | –      | 24% |
| Amber Integrated (R) | 15–19 декабря 2021           | 253 (ЗИ)       | ±6,2%               | 9%        | –          | –                      | 8%              | 56%             | 3%     | 24% |
| Amber Integrated (R) | 29 сентября – 3 октября 2021 | 253 (ЗИ)       | ±6,2%               | 3%        | –          | –                      | 21%             | 62%             | 1%     | 12% |

### Результаты

Результаты по округам:

| Кандидат | Кандидат                  | Партия          | Голосов | %     |
| -------- | ------------------------- | --------------- | ------- | ----- |
|          | Джеймс Лэнкфорд (действ.) | Республиканская | 243 132 | 67,83 |
|          | Джексон Ламейер           | Республиканская | 94 572  | 26,38 |
|          | Джоан Фарр                | Республиканская | 20 761  | 5,79  |
| Всего    | Всего                     | Всего           | 358 465 | 100   |

## Праймериз Демократической партии

### Кандидаты

#### Номинант
- Мэдисон Хорн — специалист по кибербезопасности[10]

#### Участники второго тура
- Джейсон Боллинджер — адвокат, бывший сотрудник Госдепартамента[11]

#### Участники первичных праймериз
- Арья Азма[12]
- Деннис Бейкер[12]
- Джо Гленн — адвокат[13]
- Брэндон Уэйд[12]

#### Кандидаты, не подавшие документы
- Бевон Роджерс — бизнесмен, кандидат в Сенат Оклахомы[англ.] (2020)[14]

#### Отказавшиеся от выдвижения
- Кендра Хорн[англ.] — член Палаты представителей от 5-го округа Оклахомы (2019—2021) (баллотируется на должность сенатора США 2-го класса)[15]

### Первый тур

Результаты по округам:

| Кандидат | Кандидат           | Партия          | Голосов | %     |
| -------- | ------------------ | --------------- | ------- | ----- |
|          | Мэдисон Хорн       | Демократическая | 60 691  | 37,19 |
|          | Джейсон Боллинджер | Демократическая | 27 374  | 16,77 |
|          | Деннис Бейкер      | Демократическая | 22 467  | 13,77 |
|          | Джо Гленн          | Демократическая | 21 198  | 12,99 |
|          | Брэндон Уэйд       | Демократическая | 19 986  | 12,25 |
|          | Арья Азма          | Демократическая | 11 478  | 7,03  |
| Всего    | Всего              | Всего           | 163 194 | 100   |

### Второй тур
| Кандидат | Кандидат           | Партия          | Голосов | %     |
| -------- | ------------------ | --------------- | ------- | ----- |
|          | Мэдисон Хорн       | Демократическая | 60 929  | 65,48 |
|          | Джейсон Боллинджер | Демократическая | 32 121  | 34,52 |
| Всего    | Всего              | Всего           | 93 050  | 100   |

## Всеобщие выборы

### Предвыборная статистика
Обозначения:
- Р — равенство
- НП — небольшое преимущество
- ДП — достаточное преимущество
- СП — существенное, но преодолимое преимущество
- ОП — огромное преимущество

| Источник                  | Рейтинг | По состоянию на: |
| ------------------------- | ------- | ---------------- |
| The Cook Political Report | ОП (Р)  | 22 сентября 2021 |
| Inside Elections          | ОП (Р)  | 23 сентября 2022 |
| Sabato's Crystal Ball     | ОП (Р)  | 31 августа 2022  |
| Politico                  | ОП (Р)  | 5 сентября 2022  |
| RealClearPolitics         | ОП (Р)  | 20 сентября 2022 |
| Fox News                  | ОП (Р)  | 20 сентября 2022 |
| DDHQ                      | ОП (Р)  | 12 сентября 2022 |
| 538                       | ОП (Р)  | 22 сентября 2022 |
| The Economist             | ОП (Р)  | 15 сентября 2022 |

### Опросы
Агрегированный источник
| Источник         | Период                      | По состоянию на  | Джеймс Лэнкфорд (R) | Мэдисон Хорн (D) | Другие | Преимущество   |
| ---------------- | --------------------------- | ---------------- | ------------------- | ---------------- | ------ | -------------- |
| FiveThirtyEight  | 15 сентября – 7 ноября 2022 | 7 ноября 2022    | 56,9%               | 34,9%            | 8,2%   | Лэнкфорд +22,0 |
| 270towin         | 11 октября — 7 ноября 2022  | 7 ноября 2022    | 54,3%               | 36,8%            | 8,9%   | Лэнкфорд +17,5 |
| Среднее значение | Среднее значение            | Среднее значение | 55,6%               | 35,8%            | 8,6%   | Лэнкфорд +19,8 |

Графическое представление
| Источник опроса      | Период проведения            | Размер выборки | Уровень погрешности | Джеймс Лэнкфорд (Р) | Мэдисон Хорн (Д) | Другие/Неопределившиеся |
| -------------------- | ---------------------------- | -------------- | ------------------- | ------------------- | ---------------- | ----------------------- |
| Ascend Action (R)    | 5–6 ноября 2022              | 682 (ПИ)       | ±3,8%               | 56%                 | 36%              | 7%                      |
| Amber Integrated (R) | 26–28 октября 2022           | 501 (ПИ)       | ±4,4%               | 52%                 | 38%              | 10%                     |
| Emerson College      | 25–28 октября 2022           | 1000 (ПИ)      | ±3,0%               | 57%                 | 33%              | 11%                     |
| Emerson College      | 25–28 октября 2022           | 1000 (ПИ)      | ±3,0%               | 62%                 | 34%              | 4%                      |
| Ascend Action (R)    | 24–28 октября 2022           | 749 (ПИ)       | ±3,6%               | 51%                 | 35%              | 14%                     |
| Amber Integrated (R) | 13–15 октября 2022           | 500 (ПИ)       | ±4,4%               | 52%                 | 36%              | 11%                     |
| Ascend Action (R)    | 10–12 октября 2022           | 638 (ПИ)       | ±3,9%               | 51%                 | 37%              | 12%                     |
| SoonerPoll           | 3–6 октября 2022             | 301 (ПИ)       | –                   | 52%                 | 40%              | 8%                      |
| Amber Integrated (R) | 19–21 сентября 2022          | 500 (ПИ)       | ±4,4%               | 52%                 | 34%              | 14%                     |
| SoonerPoll           | 2–7 сентября 2022            | 402 (ПИ)       | ±4,9%               | 52%                 | 35%              | 17%                     |
| Echelon Insights     | 31 августа – 7 сентября 2022 | 522 (ЗИ)       | ±6,3%               | 59%                 | 29%              | 12%                     |

### Результаты
| Кандидат | Кандидат                  | Партия               | Голосов   | %     |
| -------- | ------------------------- | -------------------- | --------- | ----- |
|          | Джеймс Лэнкфорд (действ.) | Республиканская      | 739 960   | 64,30 |
|          | Мэдисон Хорн              | Демократическая      | 369 370   | 32,10 |
|          | Майкл Делейни             | Независимый кандидат | 20 907    | 1,82  |
|          | Кеннет Блевин             | Либертарианская      | 20 495    | 1,78  |
| Всего    | Всего                     | Всего                | 1 150 732 | 100   |